# Češi v Uzbekistánu

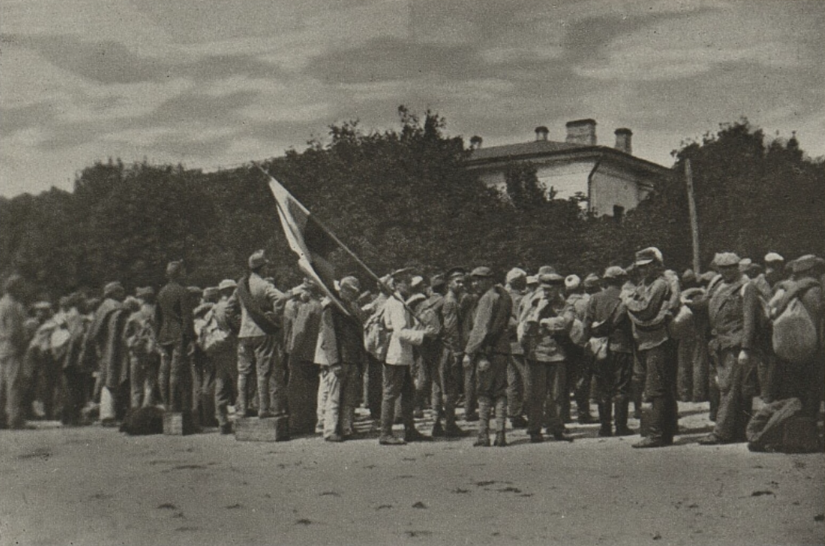
Transport českých a slovenských dobrovolníků, někdejších válečných zajatců v Taškentu, k vstupu do československých legií, (Kyjev, 1916)

Češi v Uzbekistánu představují zanedbatelnou národnostní menšinu. Poprvé se zde ve větším počtu objevili na konci 19. století.

## Historie

### Ruské impérium
Po dlouhou dobu bylo pro Čechy uzbecké území příliš vzdáleno nejen geograficky, ale i kulturně či nábožensky. Od 18. století bylo pak součástí Ruského impéria a přiděleno pod Turkestánskou gubernii, což zemi Evropanům kulturně přiblížilo, do 19. století pak zemi patrně navštívil jen malý počet obchodníků či cestovatelů.
Zejména ve druhé polovině 19. století pak dochází k přesídlení nevelkého počtu Čechů do oblastí pozdějšího Kazachstánu a Uzbekistánu. Jedním z prvních v Uzbekistánu přítomných krajanů byl hudebník Václav Lejsek, který se po příchodu do Střední Asie začal zajímat o národní uzbeckou hudbu, následně zde působil jako kapelník a učitel hudby. V roce 1890 vydal notovou knihu s motivy saratovských, kyrgyzských a tatarských písní v úpravě pro dechovku a pro klavír. Lejsek se stal také jedním z organizátorů sborového umění v Taškentu, kde žil až do své smrti v roce 1935.
Na začátku 20. století žilo v asijské části Ruska asi něco málo přes 50 Čechů, většinou vzdělanějších osob žijících ve větších městech. Přítomnosti Čechů na uzbeckém území napomohla též první světová válka. Jelikož byl Uzbekistán vzdálen bojištím východní válečné fronty a byla tak minimalizován šance na útěk, byli sem posíláni zběhové a váleční zajatci z rakousko-uherské armády. Byly mezi nimi mj. také stovky českých vězňů, včetně řady intelektuálů. Významnou část symfonického orchestru vzniklého v roce 1915 v zajateckém táboře v Taškentu pod vedením F. Sedláčka tvořili čeští hudebníci. Po vzniku československých legií v Rusku roku 1917 se ze zdejších táborů zajatci hojně hlásili a následně se dále zapojili do bojů po boku carské armády.

### Bolševická revoluce a ruská občanská válka
Po říjnové revoluci vznikla v táboře v Kokandu bolševická organizace, ke které se připojilo více než 40 Čechů a Slováků z řad válečných zajatců. Později na jejím základě vznikla též československá komunistická organizace, v jejímž čele stál Arnošt Kužela (Ernst Kuzhelo, 1890–1934), český rolník a horník, který se později stal velitelem jednotek Rudé armády v uzbeckých městech Andižan a Fergana. Tito čeští a slovenští komunisté pak bojovali s Rudou armádou během ruské občanské války proti monarchistům a republikánům (bělogvardějci), přičemž na zdejších bojištích došlo i k bratrovražedným střetům mezi Čechy a Slováky na obou stranách fronty.

### Sovětský svaz

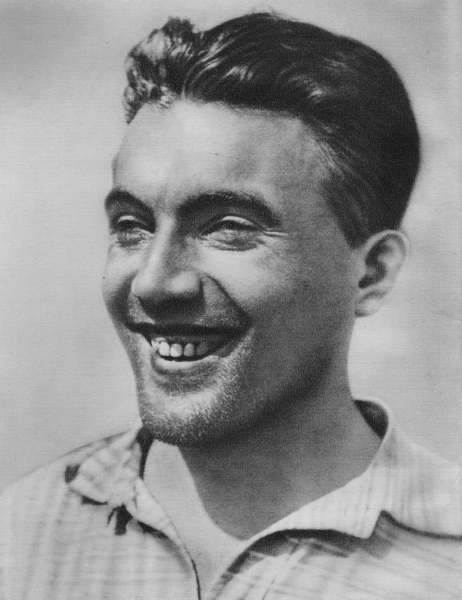
Julius Fučík při pobytu ve Střední Asii

Poté, co počátkem 20. let 20. století začali být váleční zajatci evakuováni z nově vzniklé Uzbecké SSR v rámci SSSR, do Československa. Někteří se však rozhodli zůstat v Turkestánu a jiní se sem po pobytu ve vlasti opět vrátili. Jedním z nejvýznamnějších z nich byl architekt Jaroslav Haazenkopf (Yaroslav Gaazenkopf, 1888–1944) se na pozvání místních úřadů vrátil do Taškentu a přijal zde sovětské občanství. Spolupodílel se pak na stavebním rozvoji Taškentu, městském plánování, návrzích městských parků a zastával též funkci hlavního agronoma uzbeckého hlavního města. Jeho dcera O. Haazenkopf se posléze rovněž stala architektkou a navrhla řadu výškových budov v taškentské čtvrti Chilanzar.
V letech 1930, a 1934 až 1936 žil v Taškentu český levicový spisovatel a novinář Julius Fučík. Jeho texty o pobytu v Uzbekistánu jsou zahrnuty v knize V zemi, kde zítra znamená již včera o jeho cestách po Sovětském svazu. Od roku 1982 fungovalo v Taškentu Muzeum Julia Fučíka, ale posléze bylo uzavřeno.
V roce 1926 bylo v Uzbecké SSR evidováno 146 Čechů a Slováků, v roce 1959 potom 180, v roce 1979 130 a roku 1989 94 Čechů a Slováků.

### Nezávislý Uzbekistán
Česká přítomnost v Uzbekistánu se v letech 2000 až 2010 týká především ekonomickou migrací: do roku 2014 existovalo v této zemi asi dvacet společných podniků s účastí českého kapitálu, především v potravinářském, textilním, lehkém a farmaceutickém průmyslu. Čeští studenti navštěvují Uzbekistán v rámci výměnných pobytových programů.